# Райки (Комсомольский район)
Райки́ — село в Комсомольском районе Ивановской области, в составе Новоусадебского сельского поселения.

## Население
| 1859 | 1905 | 2010 |
| ---- | ---- | ---- |
| 291  | ↗430 | ↘3   |

## Церковь Ильи Пророка
Расположена в 1 км. к юго-западу от села, на кладбище. Построена в начале 19 века из кирпича и побелена по кладке; во 2-й половине 19 века трапезная расширена приделами.

К настоящему времени утрачены южный придел и колокольня. 

## Известные уроженцы
- Алимпиев, Владимир Павлович (1930—2004) — строитель, Герой Социалистического Труда.
- Витушкин, Николай Петрович (1883—1955) — фельдшер, участник Первой мировой войны, похоронен в ограде Спасо-Георгиевской церкви с.Супонево. [5]